# Taliscistan

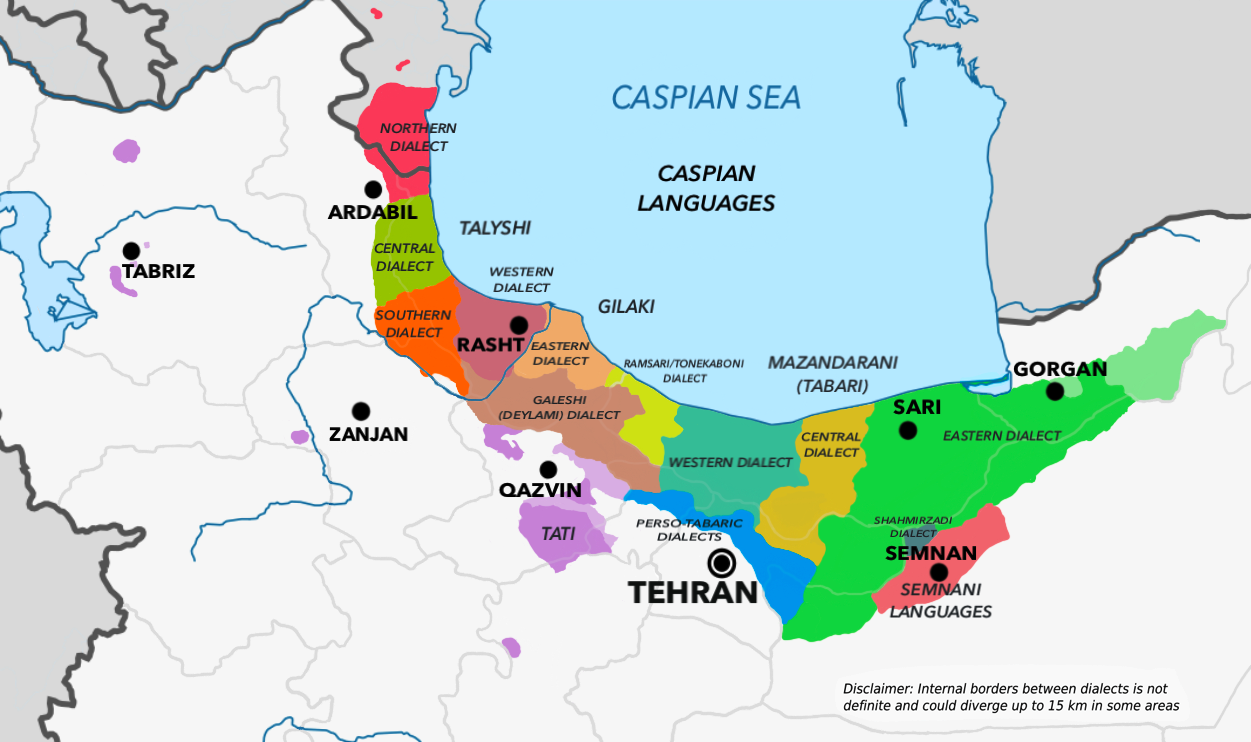
Mappa delle lingue caspiche in Iran e Azerbaigian

Taliscistan (anche Talish, Talishstan, Tolışıston, Talyshstan) è un termine che indica "la terra di Talysh". Viene talvolta utilizzato anche per distinguere il territorio dal nome dell'omonima etnia, secondo lo schema comune di formazione dei nomi di territori e paesi con il suffisso -stan. Il Taliscistan è diviso in due parti: quello settentrionale è situato in Azerbaigian e quello meridionale in Iran.
A nord confina con la pianura di Muğan in Azerbaigian e si estende in una stretta striscia lungo la costa meridionale del mar Caspio fino all'insediamento di Kopulchal, situato vicino al porto di Anzali in Iran.
Il Taliscistan è talvolta chiamato anche Repubblica autonoma Talysh-Mugan, dichiarata nel 1993. Il termine è stato storicamente menzionato da un certo numero di autori medievali in riferimento alla provincia di Gilan, proprio come fatto dal cartografo medievale Mohammad Saleh Esfahani nel 1609. Il toponimo Taliscistan nella contea di Lahijan (Gilan, Biye-pis), abitata dai talisci, è usato da Abd-Al-Fattah Fumeni nella sua opera «L'Histoire de Gilan». Secondo Muhammad Esfahani, Tálish è il nome di un figlio di Jafet, il figlio di Noè, il cui nome fu dato a una tribù di Gilán e il cui paese era chiamato Tálishistán.